# Torvik
Torvik est un petit port norvégien, troisième escale de l'Hurtigruten pour les navires se dirigeant vers le nord au départ de Bergen. 
Le village se situe sur l'île de Leinøya, dans l'archipel de Sørøyane.